# Franc Perme
Franc Perme, slovenski inženir in politik, * 27. oktober 1933, Trbovlje, † maj 2020, Trbovlje.
Med letoma 1984 in 1986 je bil predsednik skupščine občine Trbovlje.

## Življenje
Rodil se je v Trbovljah, kjer je obiskoval osnovno šolo in nižjo gimnazijo.
Po maturi leta 1948 se je vpisal na tehnično srednjo šolo v Ljubljani in jo zaključil leta 1951. Zaposlil se je v Strojni tovarni Trbovlje, kjer je do leta 1964 delal kot konstruktor oz. projektant. V letih 1964 in 1965 je delal v Iskri, zatem je do leta 1991 v podjetju Rudis opravljal vloge vodje projektantskega oddelka, vodje sektorja za izgradnjo objektov in vodje področja za inženiring ter svetnika glavnega direktorja.
Med leti 1964 in 1966 je ob delu zaključil študij 1. stopnje na Strojni fakulteti Univerze v Ljubljani. Opravljal je številne funkcije v organih družbenopolitične skupnosti in društvih. Na Občini Trbovlje je bil član izvršnega sveta, član sveta za blagovni promet in turizem, predsednik upravnega odbora sklada za izgradnjo družbenih objektov, med letoma 1984 in 1986 pa predsednik skupščine občine.
Čeprav je njegov mandat trajal le dve leti je kot župan veliko naredil: med njegovim županovanjem je bilo namreč zgrajenih več stanovanjskih blokov, ki jih je takrat primanjkovalo, obnovljena je bila osnovna šola, za zagotavljanje oskrbe s pitno vodo je bila zgrajena vodna vrtina v Savi. Bil je tudi eden izmed zaslužnih za to, da v Trbovljah tudi v najhujših sušah primanjkovalo pitne vode. V obdobju, ko v Trbovljah ni bilo dovolj pitne vode, se je namreč skupaj z Ivanom Ivčejem Bergerjem, dolgoletnim generalnim direktorjem Rudnika, in Joži Plevčak, takratno vodjo zasavske sanitarne službe, v dobrobit Trbovelj odločil za tvegano potezo, ki je pa je omogočila Trbovljam dostop do pitne vode v vseh letnih časih. Z odločitvijo, da se začne gradnja vodne vrtine so s tem omogočili razvoj doline. Bil je tudi med ustanovitelji zasavskega društva seniorjev menedžerjev in strokovnjakov, ki deluje še danes, in pa med prvimi, ki so se v Trbovljah začeli aktivno ukvarjati s tenisom.
Umrl je maja 2020 v Trbovljah.